# Erhvervsdrivende
Erhvervsdrivende er selvstændige enkeltpersoner, virksomheder eller fonde, der driver en virksomhed. 